# Сидоров, Михаил Павлович
Михаил Павлович Сидоров (1927 год, село Уварово) — звеньевой колхоза имени Куйбышева Кировского района Восточно-Казахстанской области, Казахская ССР. Герой Социалистического Труда (1949).

## Биография
Родился в 1927 году в крестьянской семье в селе Уварово. С 1942 года трудился в колхозе имени Куйбышева Кировского района. В 1947 году назначен звеньевым полеводческого звена.
В 1947 году звено Михаила Сидорова собрало в среднем по 26 центнеров пшеницы с каждого гектара на участке площадью 20 гектаров, за что был награждён в марте 1948 года Орденом Трудового Красного Знамени. В 1948 году звено под руководством Михаила Сидорова участвовало в социалистическом соревновании и собрало в среднем по 29,5 центнеров пшеницы с каждого гектара на участке площадью 21 гектаров. За получение высоких урожаев пшеницы при выполнении колхозом обязательных поставок и контрактации по всем видам сельскохозяйственной продукции, натуроплаты за работу МТС в 1948 году и обеспеченности семенами всех культур в размере полной потребности для весеннего сева 1949 года удостоен звания Героя Социалистического Труда указом Президиума Верховного Совета СССР от 20 мая 1949 года с вручением ордена Ленина и золотой медали «Серп и Молот».
В 1949 году бригада Михаила Сидорова вновь собрала большой урожай пшеницы, за что он был награждён вторым Орденом Ленина.
После окончания в 1952 году Семипалатинской сельскохозяйственной школы по подготовке председателей колхозов трудился заместителем, председателем колхозов имени Куйбышева, имени Ярославского, имени Ушанова Кировского района. В 1964 году избран председателем[уточнить] партийного комитета совхоза «Азовский» Таврического района.
После выхода на пенсию проживал в Уланском районе Восточно-Казахстанской области.

## Награды
- Герой Социалистического Труда
- Орден Ленина — дважды (20.05.1949; 08.05.1950)
- Орден Трудового Красного Знамени (09.03.1948)
- Медаль «За доблестный труд в Великой Отечественной войне 1941—1945 гг.»
- Медаль «За трудовое отличие» — дважды (02.03.1957; 22.03.1966)
- Медаль «За трудовую доблесть» (18.08.1965)
- Медаль «За освоение целинных земель»